# KSルフテタリ・ジロカストラ
KSルフテタリ・ジロカストラ（KS Luftëtari Gjirokastër）は、アルバニアのジロカストラをホームタウンとしていたサッカークラブである。

## 歴史
クラブは1929年に創設された。
2018年、2017-18シーズンのカテゴリア・スペリオレで3位になり、初の欧州カップ戦となるUEFAヨーロッパリーグ出場権を獲得した。

## 欧州の成績
| シーズン | 大会                 | ラウンド  | 対戦相手       | ホーム | アウェー | 合計 |  |
| -------- | -------------------- | --------- | -------------- | ------ | -------- | ---- |  |
| 2018-19  | UEFAヨーロッパリーグ | 予選1回戦 | ヴェンツピルス | 3-3    | 0-5      | 3-8  |  |